# Дезинтегратор (дробилка)
Дезинтегратор (от лат. integer — «целый») — машина, предназначенная для мелкого дробления хрупких малоабразивных материалов.

## Устройство
Дезинтегратор состоит из двух вращающихся в противоположные стороны роторов, которые насажены на отдельные валы и заключены в кожух. На дисках роторов по концентрическим окружностям расположены от 2 до 4 рядов круглых цилиндрических пальцев, причём так, что каждый ряд одного ротора свободно входит между двумя рядами другого. Материал для дробления подаётся в центральную часть ротора и, перемещаясь к периферии, подвергается многократным ударам пальцев, которые вращаются во встречных направлениях.

## Применение
Дезинтегратор используется для дробления полезных ископаемых (уголь, торф, гипс), продуктов химической промышленности, древесины и т. п.